# Kalki

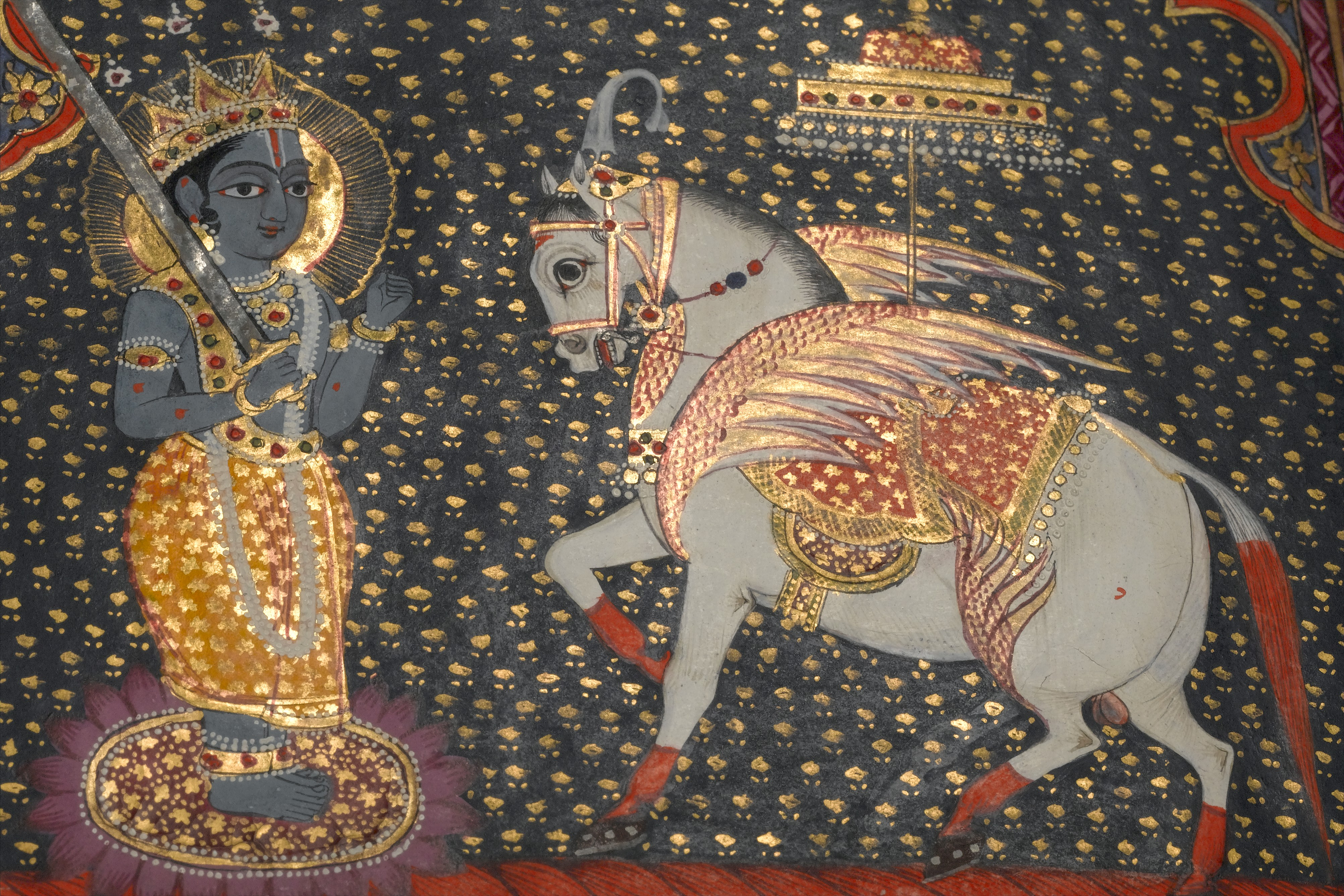
Kalkin

Kalki (Sanskrit: कल्कि Kalki, auch कल्किन् Kalkin) ist im Hinduismus die zehnte und letzte Inkarnation Vishnus.

## Funktion

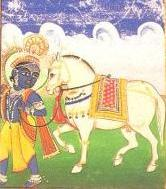
Kalkin

Kalki ist ein zukünftiger Avatara, der gemäß dem Bhagavatapurana, Agni Purana, Vishnu Purana und Padma Purana am Ende des gegenwärtigen Kali-Yugas als Sohn Vishnuyasas erscheint, um die korrupten Herrscher und Mlecchas (Barbaren) zu töten und den Dharma (Gesetz und Tugend) wiederherzustellen. Darauf soll das nächste Zeitalter, das Krita-Yuga, beginnen.

## Darstellung
Nach einer südindischen, volkstümlichen Überlieferung wird Vishnu in der Gestalt des weißen Pferdes Kalki, nach der literarischen Tradition der Brahmanen aber als Reiter mit dem Namen Kalki auf dem weißen Pferd Devadatta erscheinen.
Kalkin wird in der traditionellen indischen Skulptur nur äußerst selten dargestellt; eventuell existierende Malereien sind nicht erhalten. Erst in der während und nach der Mogul-Zeit aufblühenden Miniaturmalerei erscheint er häufiger; seine blaue Hautfarbe erinnert an Krishna.

## Bedeutung
Einige indische Autoren wie Aurobindo Ghose sehen in den zehn Avataras ein Symbol für die Stufen der Entwicklung des menschlichen Bewusstseins, d. h. von der tierischen Stufe bis zum erwachten Geist in seiner höchsten Vollendung. Kalki repräsentiert für sie die zukünftige, supramentale Bewusstseinsstufe.
Der Theosoph Benjamin Creme sieht in Kalki das hinduistische Pendant zum buddhistischen Maitreya, dem zukünftigen Buddha, dem Mahdi des Islam und dem wiederkehrenden Jesus Christus. Alle diese Figuren verkörpern das „Prinzip Hoffnung“.